# Jop van der Linden
Jop van der Linden (Apeldoorn, Países Bajos, 17 de julio de 1990) es un exfutbolista neerlandés. Jugaba de defensa central y tuvo que retirarse en junio de 2019 con tan solo 28 años de edad debido a problemas físicos.

## Estadísticas
| Club               | País                        | Temporadas    | Part. | Goles | Asist. | Prom. |
| ------------------ | --------------------------- | ------------- | ----- | ----- | ------ | ----- |
| Vitesse            | Bandera de los Países Bajos | 2009 - 2010   | 0     | 0     | 0      | 0,00  |
| Apeldoorn (cedido) | Bandera de los Países Bajos | 2010          | 15    | 2     | 0      | 0,13  |
| Helmond Sport      | Bandera de los Países Bajos | 2010 - 2012   | 60    | 10    | 10     | 0,17  |
| Go Ahead Eagles    | Bandera de los Países Bajos | 2012 - 2015   | 104   | 10    | 9      | 0,09  |
| AZ                 | Bandera de los Países Bajos | 2015 - 2018   | 24    | 5     | 1      | 0,21  |
| Willem II (cedido) | Bandera de los Países Bajos | 2017 - 2018   | 22    | 0     | 4      | 0,00  |
| Sydney FC          | Bandera de Australia        | 2018 - 2019   | 13    | 0     | 0      | 0,00  |
| Total carrera      | Total carrera               | Total carrera | 238   | 27    | 24     | 0,11  |

- Actualizado el 27 de abril de 2019.

## Palmarés

### Títulos nacionales
| Título   | Club      | País      | Año  |
| -------- | --------- | --------- | ---- |
| A-League | Sydney FC | Australia | 2019 |